# مرگ‌ها در ژوئن ۲۰۱۹
مرگ‌ها در ژوئن ۲۰۱۹ (انگلیسی: Deaths in June 2019)
آنچه در پی می‌آید فهرست افراد سرشناسی است که در ژوئن ۲۰۱۹ درگذشته‌اند.
- در هر عنوان به‌ترتیب نام شخص، سن، ملیت، دلیل سرشناسی، علت مرگ، و منبع آمده‌است.

## ژوئن

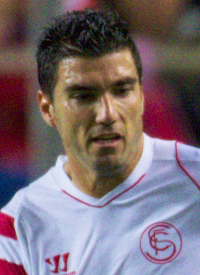
خوزه آنتونیو ریس

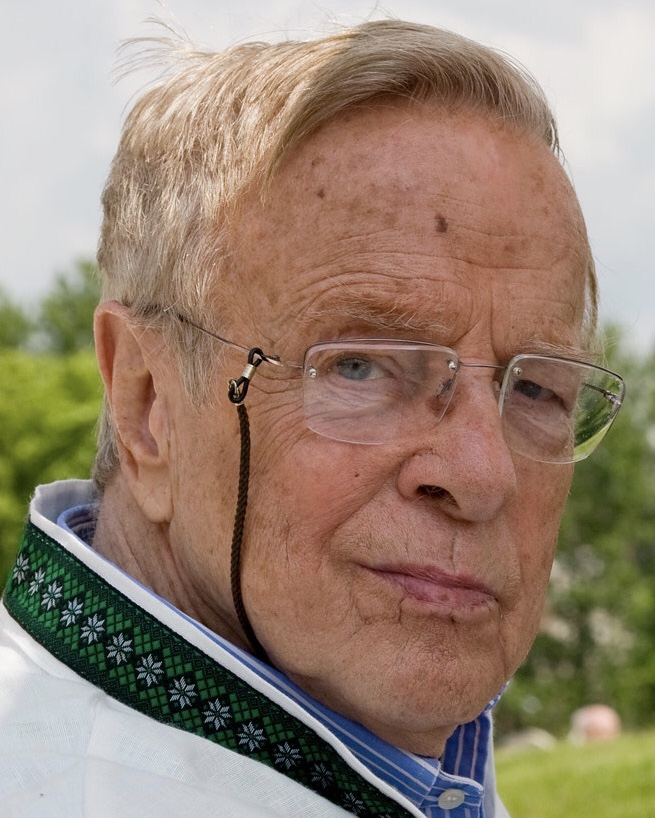
فرانکو زفیرلی

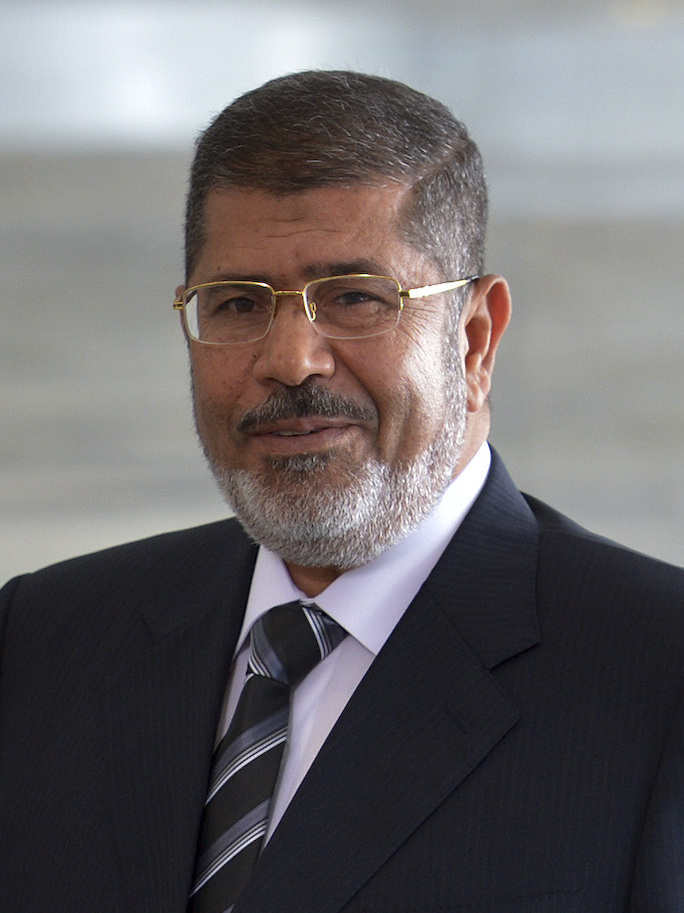
محمد مرسی

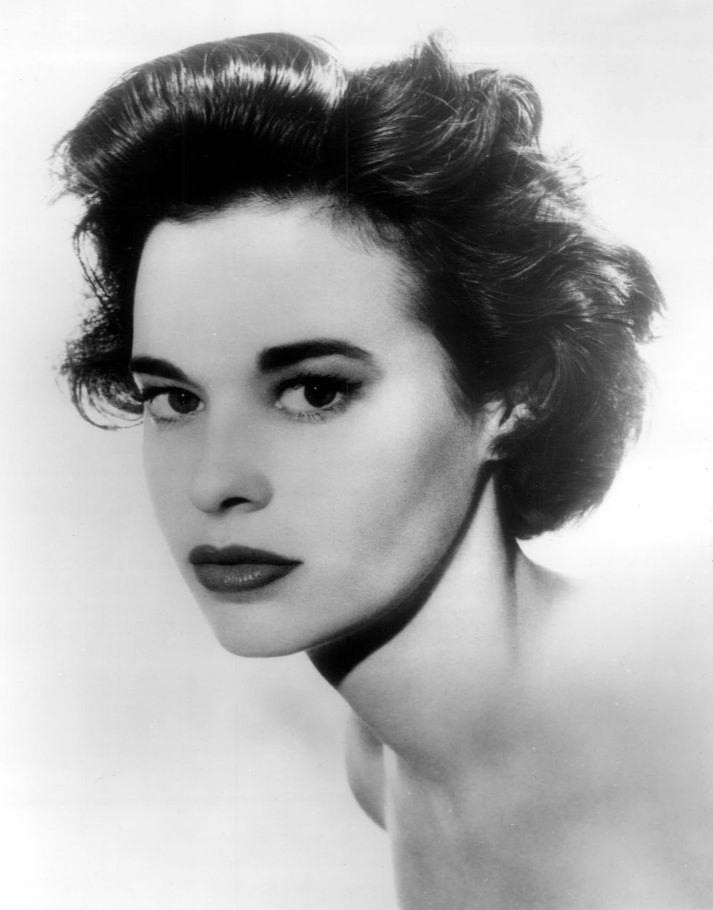
گلوریا وندربیلت

- خوزه آنتونیو ریس، ۳۵، بازیکن فوتبال اهل اسپانیا.
- میشل سر، ۸۸، فیلسوف، تاریخ‌شناس علمی و ادیب فرانسوی.
- کن متیوز، ۸۵، دونده اهل بریتانیا.
- مرتضی کلانتریان، ۸۷، قاضی، وکیل و مترجم ایرانی.
- یوریتسا یرکوویچ، ۶۹، بازیکن فوتبال اهل کرواسی.
- لنارت یوهانسون، ۸۹، رئیس سابق یوفا.
- دکتر جان، ۷۷، موسیقی‌دان اهل ایالات متحده آمریکا.
- گیریش کارناد، ۸۱، زبان‌شناس، پدیدآور، کارگردان، هنرپیشه و مترجم اهل هند.
- سیلویا مایلز، ۹۴، هنرپیشه اهل ایالات متحده آمریکا.
- فرانکو زفیرلی، ۹۶، کارگردان و تهیه‌کننده ایتالیایی.
- محمد مرسی، ۶۷، سیاستمدار مصری.
- گلوریا وندربیلت، ۹۵، هنرمند، هنرپیشه، طراحی مد، شخص طراز بالای جامعه اهل ایالات متحده آمریکا.
- دیمیتریس خریستوفیاس، ۷۲، سیاست‌مدار قبرسی.
- میگل آنخل فالاسکا، ۴۶، بازیکن و مربی والیبال اهل اسپانیا.
- دیو بارتولومئو، ۱۰۰، فرد نظامی، نوازنده ترومپت سبک جاز اهل ایالات متحده آمریکا.
- بیلی دراگو، ۷۳، بازیگر سینما، و هنرپیشه اهل ایالات متحده آمریکا.
- ایسابل سارلی، ۸۹، هنرپیشه و مدل اهل آرژانتین.
- علینقی عالیخانی، ۹۰، وزیر، اقتصاددان و مشاور اقتصادی ایرانی.
- ادیت اسکوب، ۸۱، بازیگر فرانسوی.
- ماکس رایت، ۷۵، هنرپیشه اهل ایالات متحده آمریکا.
- گیرمو موردیو، ۸۶، کاریکاتوریست آرژانتینی.
- مومیر بولاتوویچ، ۶۲، سیاست‌مدار اهل مونته‌نگرو.
- میچل فایگنباوم، ۷۴، دانشمند اهل ایالات متحده آمریکا.
- قربان‌علی محقق کابلی، ۹۱، فقیه و مرجع تقلید اهل افغانستان.